# Jadwiga Wernerowa

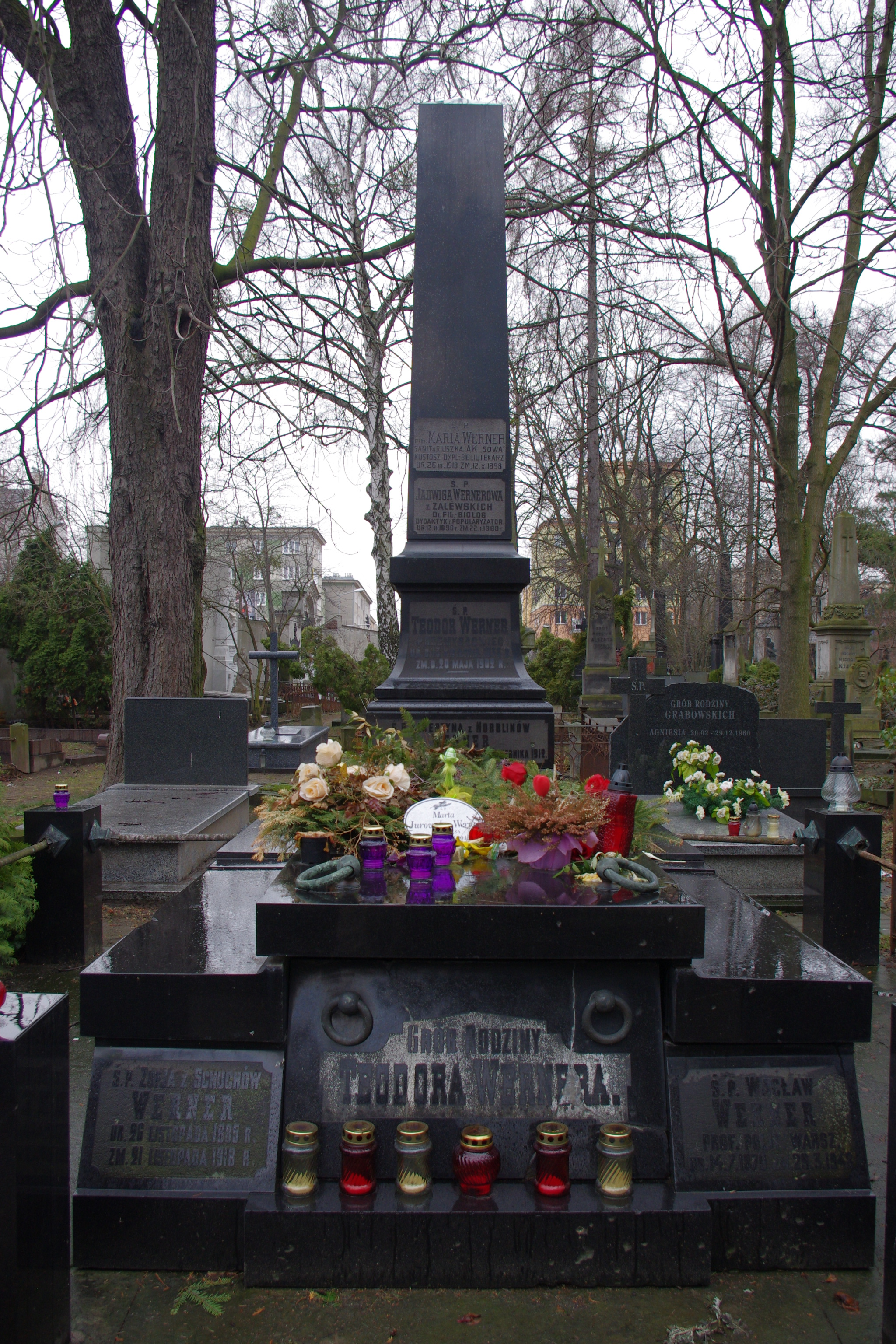
Grób przemysłowca Augusta Teodora Wernera, biologa Jadwigi Werner, jej męża fizyka Wacława Wernera oraz jego pierwszej żony Zofii z Schuchów i ich dzieci: sanitariuszki AK - Marii Werner oraz fizyka Stanisława Wernera i jego żony chemiczki Marty Jurowskiej-Wernerowej na Cmentarzu ewangelicko-reformowanym w Warszawie

Jadwiga Wernerowa (ur. 12 lutego 1898 w Kielmińcach pod Chocimiem, zm. 22 stycznia 1980 w Warszawie) – polska zoolog i dydaktyk; autorka podręczników szkolnych oraz książek popularnonaukowych promujących wiedzę przyrodniczą.
Początkowo pracowała jako nauczycielka w szkołach powszechnych i gimnazjach. W 1931 obroniła pracę doktorską O budowie przewodu pokarmowego u błotniarek (Lymnaeidae) na Wydziale Matematyczno-Przyrodniczym Uniwersytetu Warszawskiego. Przed II wojną była pracownikiem naukowym na Uniwersytecie Warszawskim. 
W okresie wojny i okupacji niemieckiej  działała jako nauczyciel tajnych kompletów i kolporter prasy konspiracyjnej. Po wojnie była nauczycielem gimnazjalnym (do 1951) oraz pracownikiem działu wystaw dla młodzieży szkolnej Państwowego Muzeum Zoologicznego. W latach 1948–1949  była redaktorem Wydziału Oświaty Polskiego Radia, w latach 1949-1953 pracownikiem naukowo-dydaktyczny warszawskiego ZOO, od 1953 Wojewódzkiego Ośrodka Doskonalenia Kadr Oświatowych. Była członkiem towarzystw przyrodniczych m.in. Polskiego Towarzystwa Zoologicznego, czy Polskiego Towarzystwa Przyrodników im. Mikołaja Kopernika oraz autorką licznych publikacji popularyzujących wiedzę przyrodniczą i podręczników.
Laureatka nagród i odznaczeń: Krzyż Kawalerski Orderu Odrodzenia Polski, Medal Komisji Edukacji Narodowej, Złota Odznaka ZNP. W 1965 otrzymała Nagrodę „Problemów” za osiągnięcia w dziedzinie popularyzowania nauki.
Jej drugim mężem był od 1934 Wacław Werner, fizyk, nauczyciel, wykładowca Politechniki Warszawskiej. Została pochowana na cmentarzu reformowanym przy ul. Żytniej w Warszawie (kwatera S-3-5)

## Wybrane publikacje[3]
- Poznawajmy przyrodę
- Poznawajmy przyrodę i nasz kraj (wraz z S. Feliksiakiem i J. Kołodziejczykiem)
- Nauka o człowieku (wraz z Janem Żabińskim)
- Wędrowcy mroźnej północy
- Rytmika w przyrodzie
- Żywe futerko
- Na gorącym uczynku
- Zbadajmy życie na Ziemi
- 500 zagadek biologicznych (wraz z Sylwestrem Frejlakiem)
- 500 zagadek o ochronie środowiska człowieka (wraz z Sylwestrem Frejlakiem)
- 500 zagadek zoologicznych
- Doświadczenia i obserwacje zoologiczne w szkole
- Okazy naturalne w nauczaniu zoologii
- Zbadajmy sami
- Chomik i Osia
- Jeszcze raz o zwierzętach
- Opowiadania o zwierzętach
- Rudzia
- Sekrety delfinów
- To i owo o zwierzętach
- Tu i tam podobnie (wraz z Wacławem Gołembowiczem)
- tłumaczyła m.in. Życie zwierząt Alfreda Brehma